# Triainolepis xerophila
Triainolepis xerophila là một loài thực vật có hoa trong họ Thiến thảo. Loài này được (Bremek.) Kårehed & B.Bremer mô tả khoa học đầu tiên năm 2007.